# بوسنة (نهر)

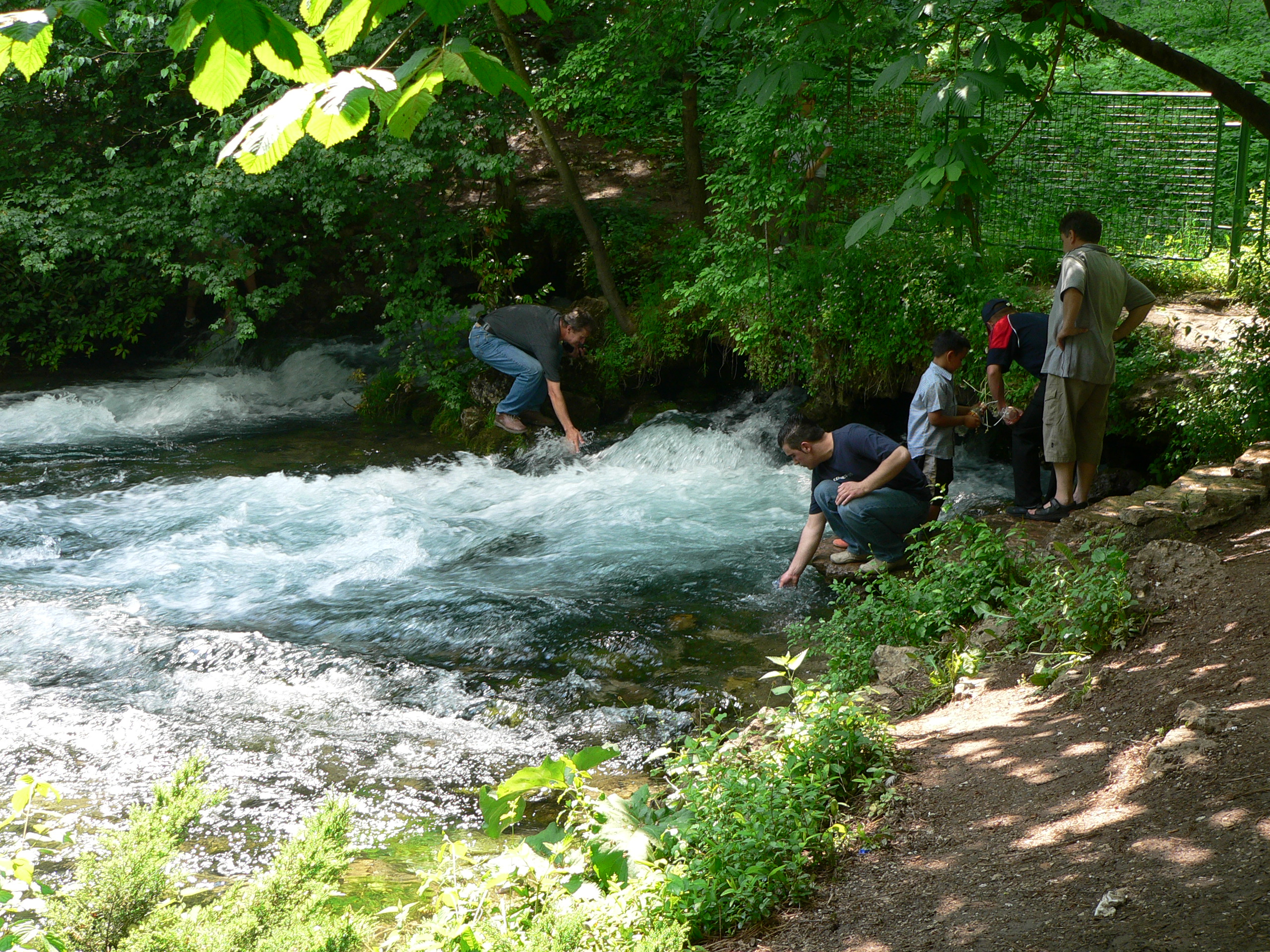
مصدر نهر بوسنة في ضواحي سراييفو.

نهر بوسنة (بالبوسنوية: Bosna)‏ (بالكرواتية: Bosna) (بالسيريلية: Босна) هو ثالث أطول نهر في البوسنة والهرسك، ويعتبر واحدا من الأنهار الداخلية الرئيسية الثلاثة في البلاد، مع نهر نيريتفا ونهر فرباس. الأنهار الثلاثة الأخرى هي أيضا أنهار رئيسية في البوسنة والهرسك وهي نهر أونا إلى الشمال الغربي، ونهر سافا إلى الشمال، ونهر درينا إلى الشرق. ينبع النهر من العاصمة سراييفو، وهو يحمل اسم دولة البوسنة، ويبلغ طوله 271 كيلومتر (168 ميل).
ذكر النهر لأول مرة خلال القرن الأول الميلادي من قبل المؤرخ الروماني فيليوس باتركولوس باسم Bathinus flumen ووفقا للعالم اللغوي أنطون ماير اسم بوسنة يمكن أن يكون مشتقا من الإيليرية Bass-an-as(-ā) والذي هو تحريف من الجذر البروتو الهندو أوروبي *bhoĝ- بمعنى «الماء الجاري».

يمر النهر عبر وادي نهر البوسنة والمنطقة الصناعية للبوسنة والهرسك ليكون قريبا من مليون شخص، بالإضافة إلى العديد من المدن الأخرى. أكبر روافد النهر هي زيلجيزنيكا وميلياتسكا وفوجنيكا ولاشفا وجوستوفيتش وكريفاجا وأوسورا وسبريشا.

## مجرى النهر وروافده
يشكل نهر بوسنة أيضًا وادي نهر بوسنة، المركز الصناعي للبلاد وموطنًا لما يقرب من مليون شخص، بالإضافة إلى موقع العديد من المدن الرئيسية.
مصدره في الربيع فريلو بوسني، عند سفوح جبل إيجمان، في ضواحي سراييفو، عاصمة البوسنة والهرسك. يعتبر النهر في الربيع أحد المعالم الطبيعية الرئيسية والمعالم السياحية في البوسنة والهرسك. ومن هناك يتدفق النهر شمالاً، عبر قلب البوسنة ليصبح في النهاية رافدًا صحيحًا لنهر سافا في بوسانسكي شاميتس. يتدفق النهر عبر عدد من الكانتونات. من نقطة انطلاقه في كانتون سراييفو، ويجري عبر كانتون زينيكا-دوبوي وكانتون بوسافينا. في طريقه إلى الشمال يمر نهر بوسنا أيضًا عبر مدن فيسوكو وزينيتسا وماغلاي ودوبوي ومودريكشا وشاميتس.

## معرض الصور

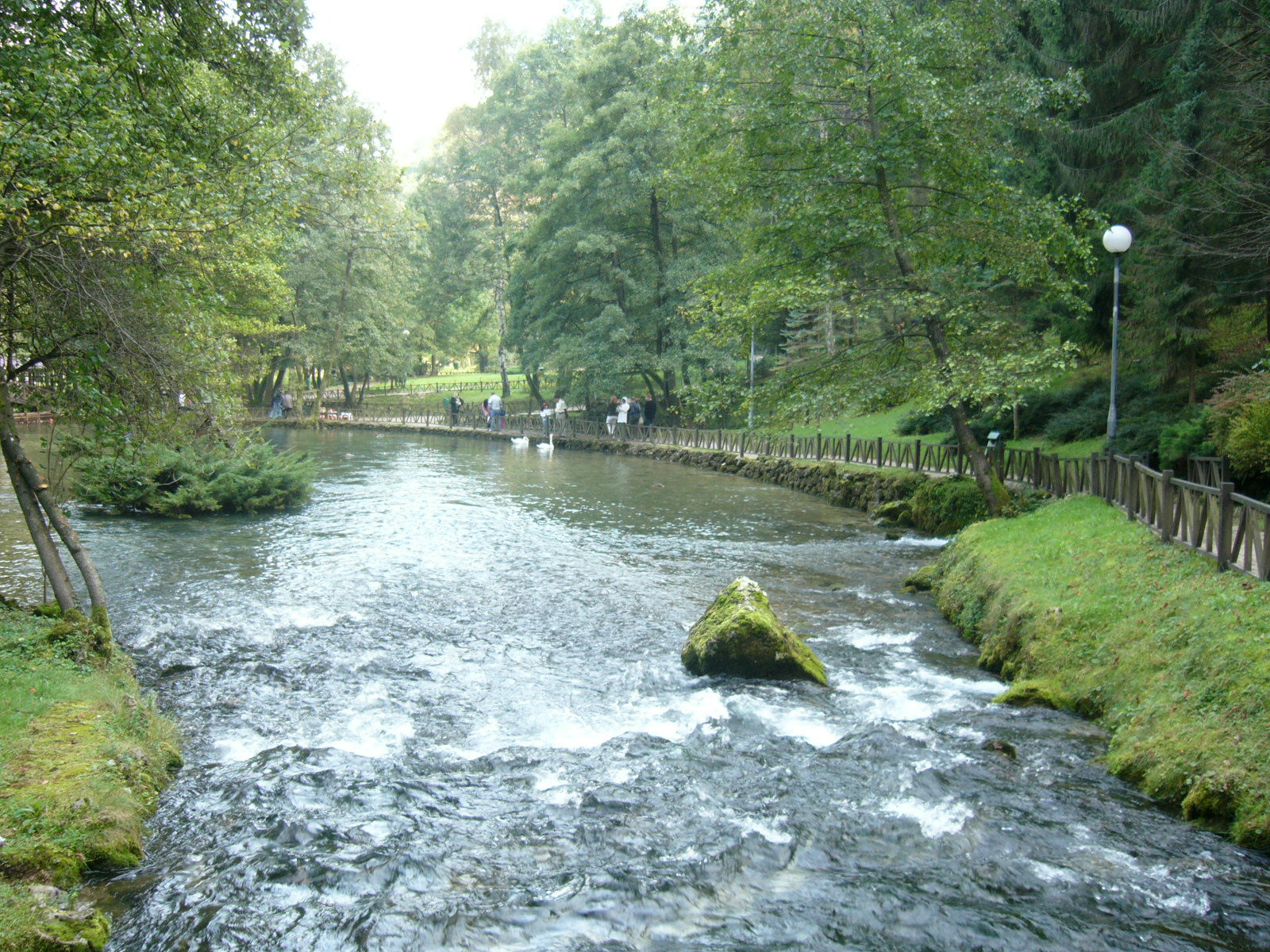
تدفق النهر خارج سراييفو
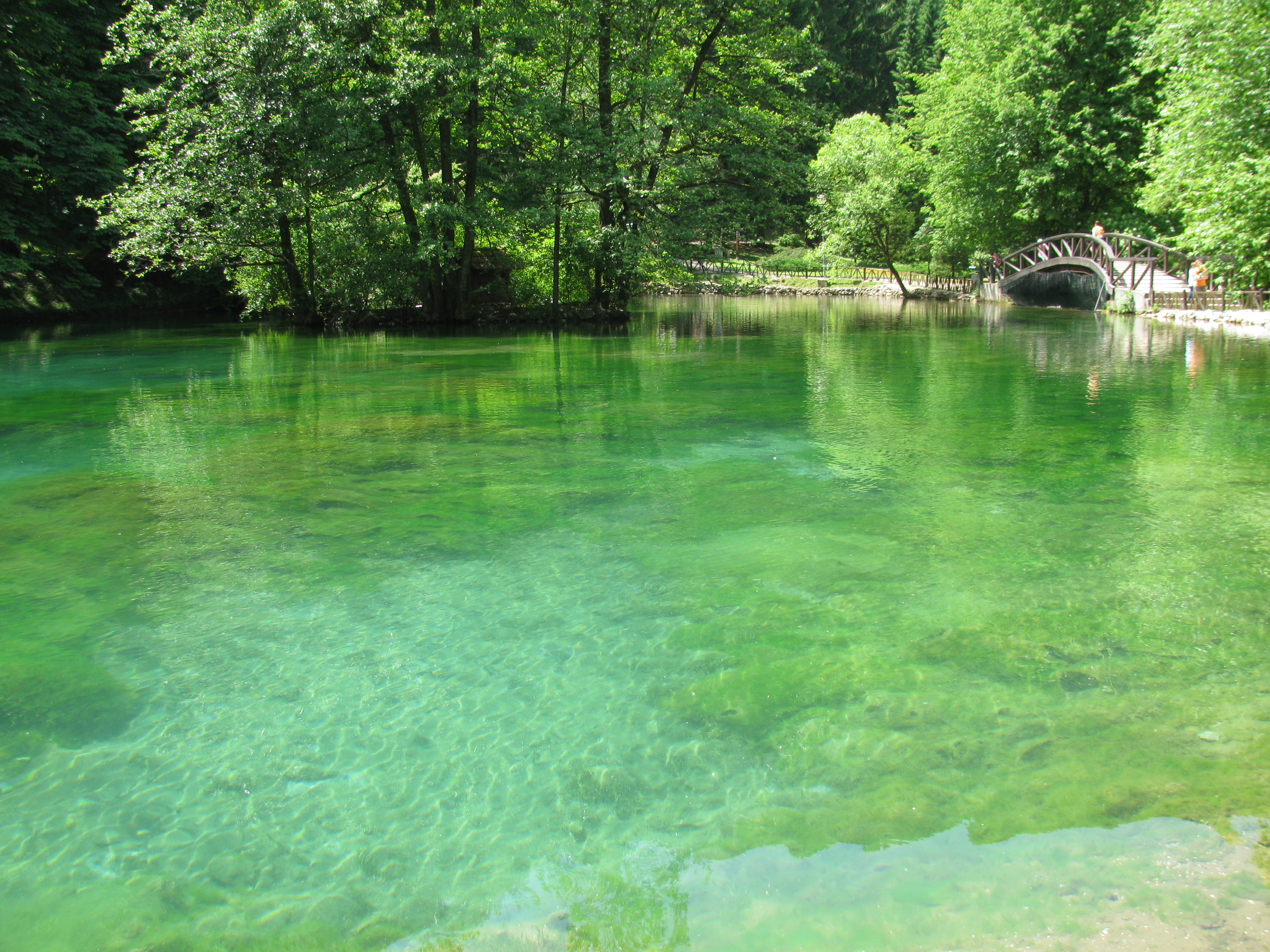
منبع نهر البوسنة البركة في إليجا
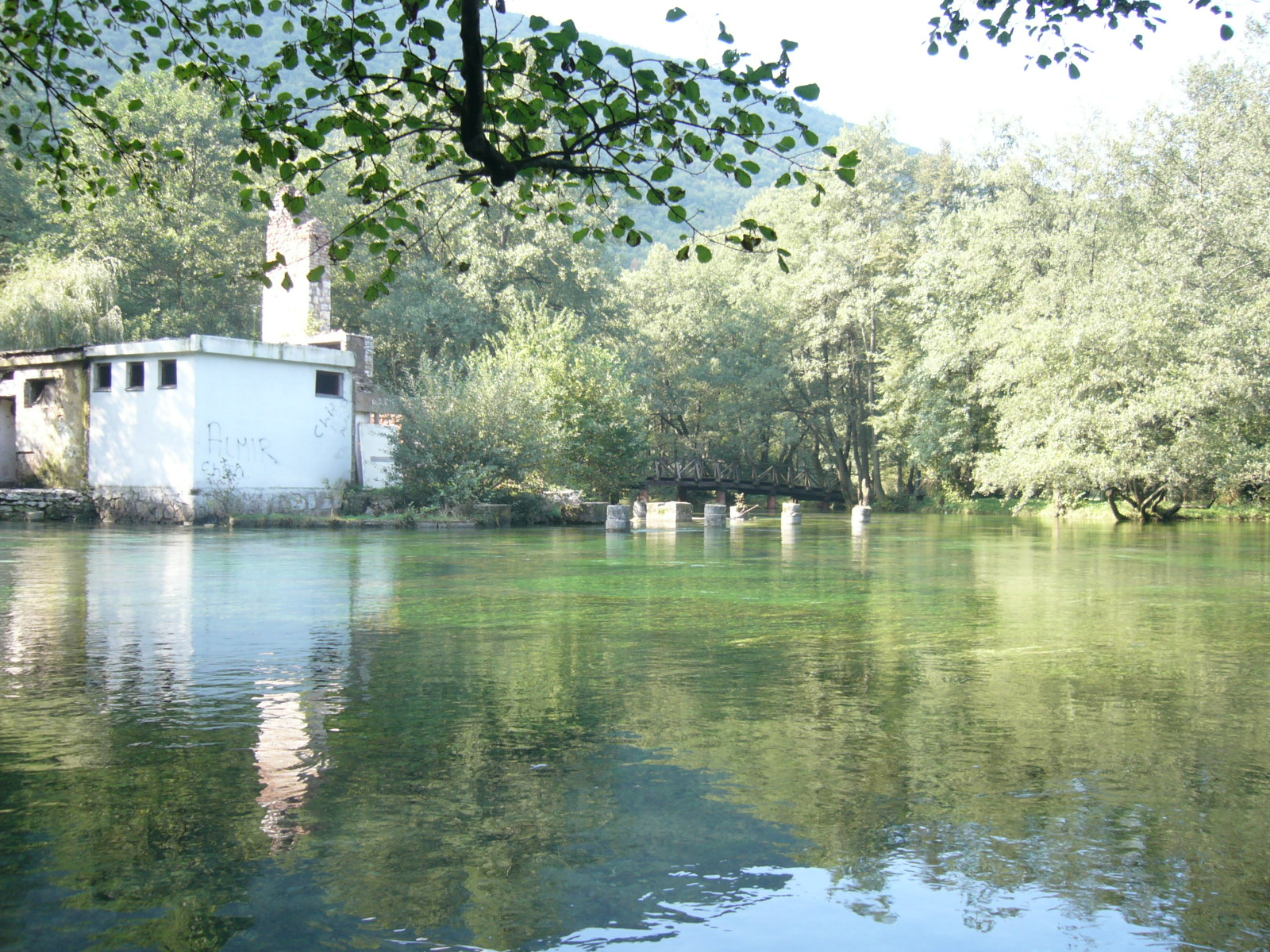
منبع نهر البوسنة في إليجا
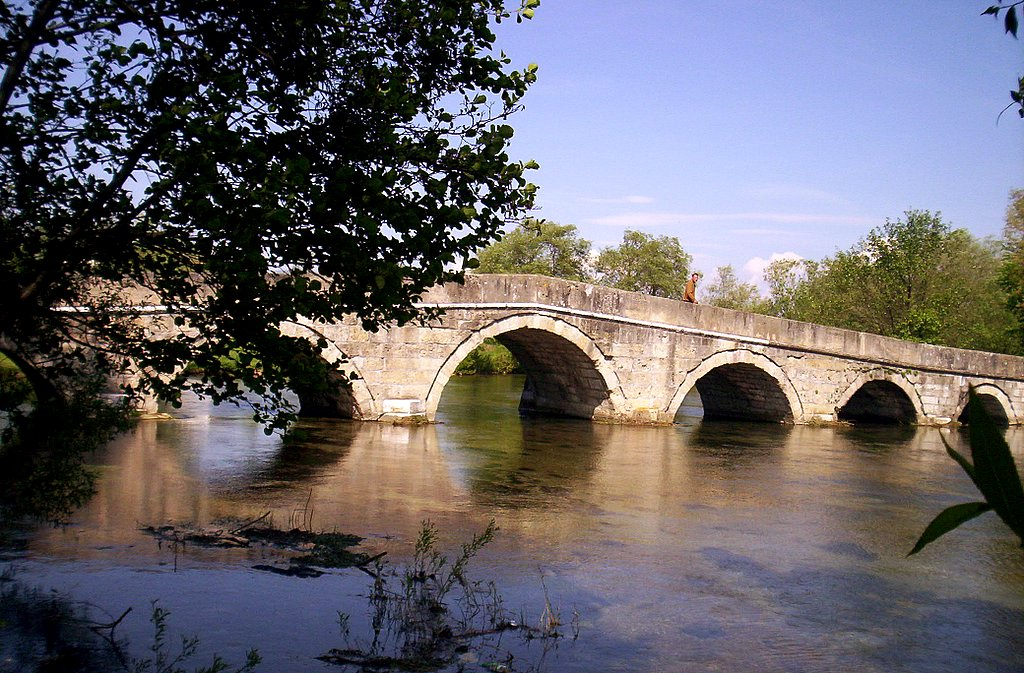
الجسر الروماني على نهر بوسنة في إليجا